# Забілка

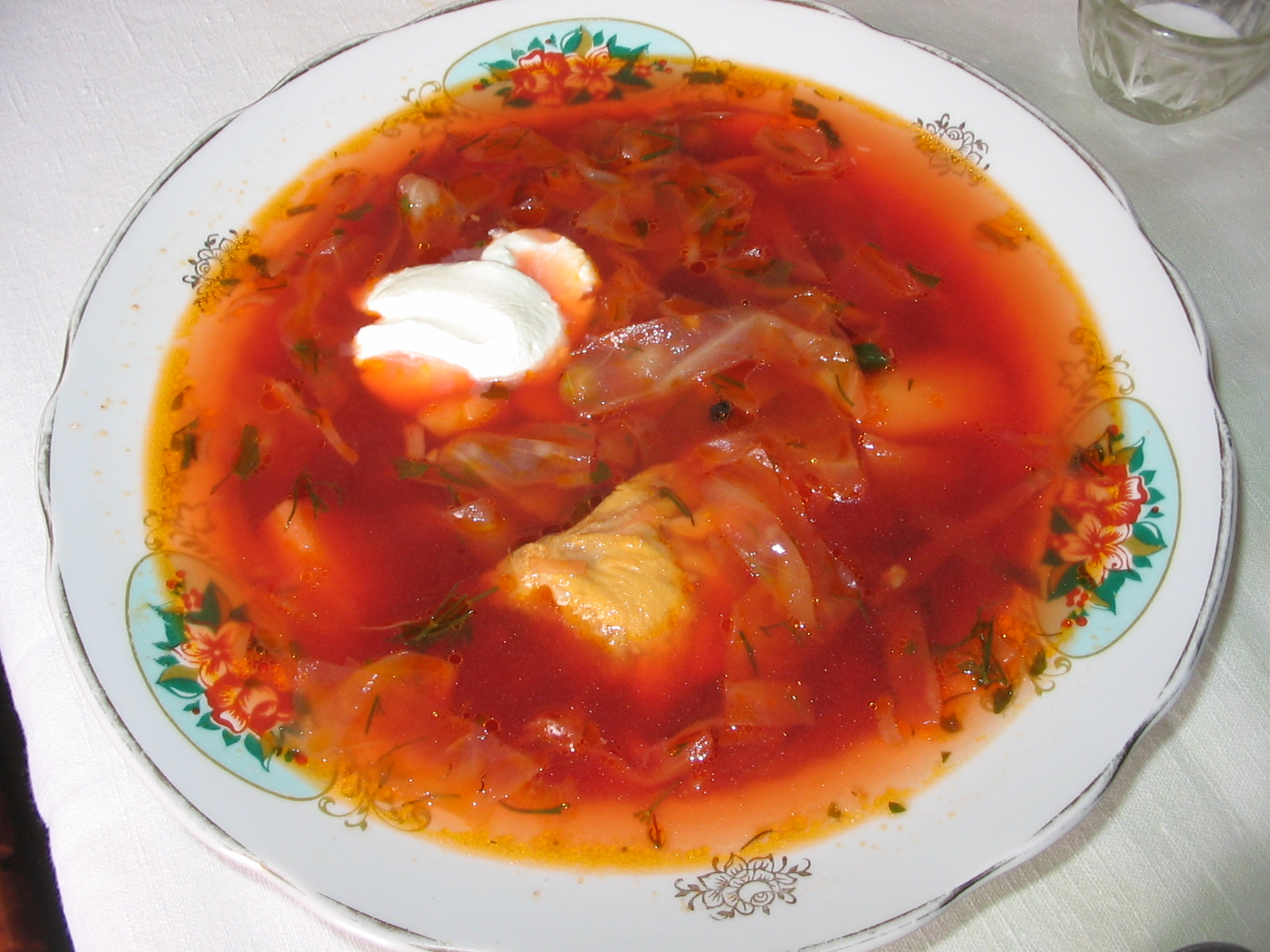
Сметана — найпопулярніша забілка в тарілці з борщем

За́бі́лка або за́біл — в східноєвропейських кухнях традиційна молочна приправа до супів, як гарячих (борщу, картопляного або грибного супу, розсольнику, журу), так і холодних (окрошки, холоднику тощо).
Як забілку використовують сметану, молоко, кисле молоко, вершки. Супи забі́люють, тобто приправляють рідку страву забілкою, після приготування, за столом, в індивідуальній тарілці. Відповідно до традицій ресторанної кухні забілку сервірують до заправного супу в соуснику на пиріжковій тарілці з чайною ложкою. У польській кухні сметану до забіленого борщу додають до подачі на стіл. Французькі супи забілюють молоком чи вершками. 
Авторами статті про забілку в Енциклопедичному словнику Брокгауза та Ефрона 1894 є дієтолог Д. В. Каншин і хімік Д. І. Менделєєв.